# Ванда Руткевич
Ва̀нда Халѝна Руткѐвич-Блашкѐвич (на полски: Wanda Halina Rutkiewicz-Błaszkiewicz) е полска алпинистка, по професия електроинженер, сред най-великите алпинистки на всички времена.
На 16 октомври 1978 година тя става третата жена в света и първата европейка, изкачила най-високия връх –Еверест, а през 1986 година става първата жена в света, изкачила най-трудният осемхилядник – връх К2. Изкачила осем осемхилядника. Осъществила забележителни изкачвания в Татрите, Алпите, в планините на Норвегия, в Памир, Каракорум, Хималаите. Ръководителка на много експедиции. Пионер на женския алпинизъм. Филмова операторка и режисьорка, рали пилот.

## Биография
Родена е на 4 февруари 1943 година в Плунге, Литва. След Втората световна война родителите ѝ са репатрирани в Полша, където се заселват във Вроцлав. Занимава се с най-различни спортове – бягане, скок на дължина, скок на височина, хвърляне на диск, на гюле, волейбол. Завършва Вроцлавския технологичен институт като инженер.

Започва да се занимава с алпинизъм през 1962 г. Бързо прави впечатление. Първата ѝ голяма експедиция е в Памир, поканена от Анджей Завада, но отношенията ѝ с мъжете алпинисти се оказват трудни; смята, че не е третирана като равна. Държи на своята независимост, огранизира и ръководи няколко изцяло женски експедиции и всъщност проправя пътя на женския алпинизъм. За нея Райнхолд Меснер казва: 
| „ | Ванда е живото доказателство, че жените могат да правят постижения на голяма надморска височина, за каквито повечето мъже могат само да мечтаят. | “ |

Ванда Руткевич загива на 12 или 13 май 1992 година, докато изкачва третия по височина връх Кангчендзьонга в Хималаите. На 12 май е видяна за последен път на около 250 метра от връхната точка, като намерението ѝ е да атакува на следващия ден. От този момент е в неизвестност. Три години по-късно, с решение на районен съд във Варшава, за ден на смъртта ѝ е обявен 13 май.
| „ | Никога не търся смъртта, но нямам нищо против идеята да умра в планините. За мен би било лесна смърт. След всичко, което съм преживяла, аз съм запозната с нея. И повечето от моите приятели са в планините и ме чакат. | “ |

## Изкачвания

### Хималаите и Каракорум
- Връх Гашербрум III – 11 август 1975, първо изкачване на този връх и първо най-високото изкачване, правено с участието на жени (Ванда Руткевич и Алисън Чадуик-Онишкевич). На върха с тях достигат и Януш Онишкевич и Кшищоф Зджитовецки. Ванда Руткевич е организатор и ръководител на женската експедиция.[4]
- Връх Еверест – 16 октомври 1978 г.
- Връх Нанга Парбат – 15 август 1985 г., с Кристина Палмовска и Анна Червинска, първо чисто женско изкачване
- Връх К2 – 23 юни 1986 г. Успех след опити през 1982 и 1984 г.
- Връх Шиша Пангма – 18 септември 1987 г., с Ришард Варецки (първи поляци), Елза Авила, Карлос Карсолио и Рамиро Наварете
- Връх Гашербрум II – 12 юли 1989 г., с женска експедиция. Заснема филма „Снежните жени“
- Връх Гашербрум I – 16 юли 1990 г., с Ева Панкевич
- Връх Чо Ою – 26 септември 1991 г., сама
- Връх Анапурна – 22 октомври 1991 г., сама
- Кангчендзьонга, 1992 – опит за изкачване, изчезва.

### Други планини
- 1968 Тролриген, Норвегия – първо женско изкачване, с Халина Крюгер-Сироковска, общо седмо
- 1970 връх Ленин (7134 м), Памир
- 1972 Ношак (7492 м), Хиндукуш
- 1981 Елбрус, Кавказ през зимата, 17 март. Тежкък инцидент.
- 1985 Аконкагуа, Анди – южната стена в алпийски стил.

### Алпи
- 1964–65 изкачвания в Цилерталските Алпи
- 1967 Егюий дю Грепон, източната стена, първото женско изкачване с Халина Крюгер-Сирокомска
- 1973 Айгер, Северната стена, второ изкачване на Северния ръб, с Данута Гелнер-Вах и Стефания Егиерсдорф
- 1978 Матерхорн, първо зимно изкачване на жени, с Анна Червинска, Ирена Кеса и Кристина Палмовска
- 1979 Гран Капюсен, източна стена